# شهرداری جهرم
شهرداری جهرم یک سازمان غیردولتی است که مسئولیت اداره شهر جهرم را بر عهده دارد. مدیر این سازمان شهردار جهرم است. اکنون شهردار جهرم با حکم شورای شهر جهرم انتخاب می‌شود اما پیش از این با حکم وزیر کشور ایران منصوب می‌گردید. شهرداری جهرم در سال ۱۳۰۴ به عنوان دومین شهرداری استان فارس راه‌اندازی شد. شهردار کنونی جهرم داوود اوسط جهرمی است.
شهرداری جهرم دارای ۴ ناحیه، ۳ معاونت و ۶ سازمان می‌باشد. بودجه این سازمان در سال ۱۴۰۴ برابر با ۷۸۰۰ میلیارد ریال اعلام شد.

## شهرداران
از ابتدای شکل‌گیری شهرداری جهرم، ۲۳ نفر به عنوان شهردار در رأس این نهاد فعالیت کرده‌اند. شهردار کنونی جهرم داوود اوسط جهرمی است.

## معاونت‌ها و سازمان‌ها
معاونت‌های شهرداری جهرم عبارتند از معاونت فنی و شهرسازی، معاونت خدمات شهری و معاونت توسعه و مدیریت منابع.
سازمان‌های وابسته به آن نیز عبارتند از سازمان آتش‌نشانی و خدمات ایمنی، سازمان مدیریت حمل و نقل شهری، سازمان بهسازی و نوسازی، سازمان فناوری اطلاعات، سازمان مدیریت آرامستان‌ها و سازمان سیما، منظر و فضای سبز.

## درجه
شهرداری جهرم دارای درجه ۹ می‌باشد و از این نظر، پس از شهرداری شیراز در استان فارس رتبه دوم را داراست. تعیین درجه شهرداری‌ها بر اساس سه شاخص «درآمد مستمر و خالص شهرداری»، «جمعیت شهر» و «موقعیت شهر از لحاظ تقسیمات کشوری» صورت می‌گیرد. برنامه‌هایی برای ارتقای درجه این شهرداری به ۱۰ وجود دارد.

## حمل و نقل
ناوگان حمل و نقل عمومی جهرم شامل ۳۸ اتوبوس، ۷۷۰ تاکسی، و ۱ ون است.